# Вільяльба (Пуерто-Рико)
Вільяльба (ісп. Villalba, МФА: [biˈʎalβa]) — муніципалітет Пуерто-Рико, острівної території у складі США. Заснований 1917 року.

## Географія
Вільяльба розташований у центральній частині острову Пуерто-Рико.
Площа суходолу муніципалітету складає 96 км² (44-е місце за цим показником серед 78 муніципалітетів Пуерто-Рико).

## Демографія
Станом на 2010 рік на території муніципалітету мешкало 26 073 ос.
Динаміка чисельності населення:

## Населені пункти
Основним населеним пунктом муніципалітету Вільяльба є однойменне місто:
| Населений пункт | Статус | Населення :   | Населення :   | Населення :   |
| Населений пункт | Статус | на 01.04.1990 | на 01.04.2000 | на 01.04.2010 |
| --------------- | ------ | ------------- | ------------- | ------------- |
| Вільяльба       | Місто  | 4 159         | 4 388         | 3 384         |